# Wilhelm Silbereisen
Wilhelm Silbereisen (* 1865 in Neuenbürg; † 1950) war ein deutscher Unternehmer, Mäzen und Heilpraktiker.

## Leben und Wirken
Wilhelm Silbereisen war zunächst Schmuckfabrikant in Pforzheim. Das Unternehmen wurde 1884 von Hermann Lauer und Heinrich Wiedmann gegründet und 1900 von einem weiteren Geschäftspartner, Wilhelm Silbereisen, ergänzt. Bis 1909 war er Mitinhaber der Firma Lauer & Wiedmann. Ab 1909, nachdem sich die Gründer des Unternehmens, Lauer und Wiedmann zurückgezogen hatten, wurde das Unternehmen von Wilhelm Silbereisen und einem neuen Geschäftspartner, Max Swoboda, geführt. 1938 übernahm der Sohn von Wilhelm Silbereisen dann die Geschäftsführung.
In den zwanziger Jahren eröffnete Silbereisen ein Naturheilsanatorium in Pforzheim-Würm. Inspiriert durch den Monte Verità in Ascona entwickelten er und der Bildhauer Adolf Sautter schon im Jahre 1906 die Idee, auf einem Hang oberhalb des Würmtals Land zu kaufen, um dort der Lebensreform und Naturheilkunde einen Ort zu geben. Die Künstlerkolonie Auf dem Berg wurde bereits 1910 von einem Siedlungs-Konsortium angelegt und erhielt den Namen nach dem Gewann. Es waren zehn Pforzheimer Bürger,  die die Grundstücke erwarben, um dort Garten- und Landhäuser zu errichten. Viele Gebäude sind in einer von Jugendstil und Bauhaus beeinflussten Architektur gestaltet. Silbereisen war entscheidend an der Finanzierung des Projekts beteiligt. Die Kolonie zog etliche Künstler an, so hatte der Maler Richard Ziegler im Jahre 1920 in einem Gartenpavillon sein erstes Atelier. Ferner gehörten Adolf Hildenbrand, Bert und Vera Joho sowie die die Ausdruckstänzerin Anja Römer-Hahn zum Kreis der Künstlerkolonie.
Wilhelm Silbereisen ist der Großvater mütterlicherseits des Heilpraktikers Andreas Rothe.